# Grand-Place (Bruxelles)
Grand-Place (også kendt ved det oprindelige nederlandske navn Grote Markt) er en plads i den belgiske hovedstad, Bruxelles. Den er en af Belgiens største turistattraktioner. Den smukke og homogene plads er omgivet af private og offentlige bygninger, der hovedsageligt stammer fra slutningen af 1600-tallet, efter at et fransk bombardement i august 1695 havde ødelagt den oprindelige plads.
Husene blev i løbet af fem år genopbygget med penge fra byens rige lav. Resultatet er en unik blanding af renæssance og barok og af syd- og nordeuropæisk byggetradition. Arkitekturen afspejler det rige sociale og kulturelle liv i perioden i dette vigtige politiske og kulturelle center.
Det harmoniske billede og de mange dekorationer på husfacaderne bevirker desuden at pladsen oser af atmosfære, især om sommeren når de mange fortovscaféer er fyldt med mennesker. Pladsens vartegn er det sengotiske rådhus fra 1400-tallet. En kopi af rådhuset i miniformat findes i Legoland i Billund.
Grand-Place/Grote Markt blev indskrevet på UNESCOs Verdensarvsliste i 1998.